# Philippe Nakellentuba Ouédraogo
Philippe Nakellentuba Ouédraogo (Kaya, Centro-Norte, Sanmatenga, Burkina Faso, 31 de diciembre de 1945) es un arzobispo católico y canonista burkinés.

## Biografía
Durante su juventud entró en el Seminario mayor diocesano. Fue ordenado como sacerdote de la diócesis de Kaya por su obispo Mons. Constantin Guirma, en 1973. En 1983 se doctoró en Derecho canónico por la Pontificia Universidad Urbaniana.

### Episcopado
El 5 de julio de 1996, el papa Juan Pablo II lo nombró Obispo de la diócesis de Ouahigouya, recibiendo la consagración episcopal el 23 de noviembre del mismo año, a manos de su predecesor Mons. Jean-Marie Untaani Compaoré.
Posteriormente el 12 de enero de 2009, el papa Benedicto XVI lo nombró arzobispo de la capital burkinesa Uagadugú, cargo del que tomó posesión en la Catedral de la Inmaculada Concepción de Uagadugú el 13 de mayo de ese año.

### Cardenalato
El papa Francisco, anunció durante el rezo del Ángelus la lista de los primeros 19 cardenales que creará, en los que estaba incluido y que será elevado al rango de cardenal tras el próximo consistorio.
El 6 de septiembre de 2016 fue nombrado miembro de la Congregación para el Culto Divino y la Disciplina de los Sacramentos, siendo confirmado como tal usque ad octogesimum annum aetatis el 22 de febrero de 2022.
El 19 de mayo de 2020 fue nombrado miembro del Pontificio Consejo para el Diálogo Interreligioso usque ad octogesimum annum.
El 13 de octubre de 2020 fue confirmado como miembro de la Congregación para la Evangelización de los Pueblos usque ad octogesimum annum.
El 16 de octubre de 2023 fue aceptada su renuncia al gobierno pastoral de la archidiócesis de Uagadugú tras superar la edad límite.